# Thoirette
Thoirette foi uma comuna francesa na região administrativa de Borgonha-Franco-Condado, no departamento de Jura. Estendia-se por uma área de 8,77 km². Em 2010 a comuna tinha 885 habitantes (densidade: 100,9 hab./km²).
Em 1 de janeiro de 2017, passou a formar parte da nova comuna de Thoirette-Coisia.